# Banjul-Serekunda Highway
Der Banjul-Serekunda Highway (teils auch Banjul-Jeshwang highway) verbindet in dem westafrikanischen Staat Gambia die Hauptstadt Banjul in westlicher Richtung mit der Stadt Serekunda, die in dem Ballungsraum Kombo-St. Mary Area liegt. Da Banjul auf einer Insel, der St. Mary’s Island, liegt, ist der Highway, der über eine Brücke führt, die einzige Zubringerstraße nach Banjul für den Straßenverkehr.

## Geschichte
Die Straße wurde Ende 1980er Jahre in der heutigen Form ausgebaut.
Im Oktober 2009 wurde ein Projekt zur Erneuerung der Straße durch die Company Sahelian Enterprise (CSE) gestartet, das voraussichtlich neun Monate dauern wird. Die Investition im Wert von 4,4 Millionen US-Dollar wird von der Regierung Taiwans finanziert. Im August 2011 wurden an dem Straßenverlauf 425 Bäume, einschließlich Rhunpalmen und Kokospalmen, gepflanzt.

## Verlauf

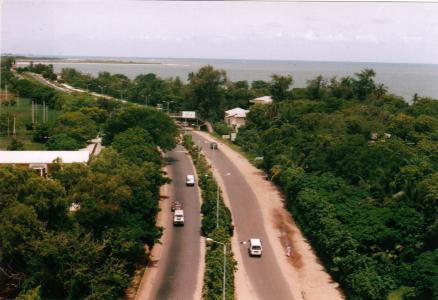
Am Beginn des Banjul-Serekunda Highway, vom Arch 22 gesehen

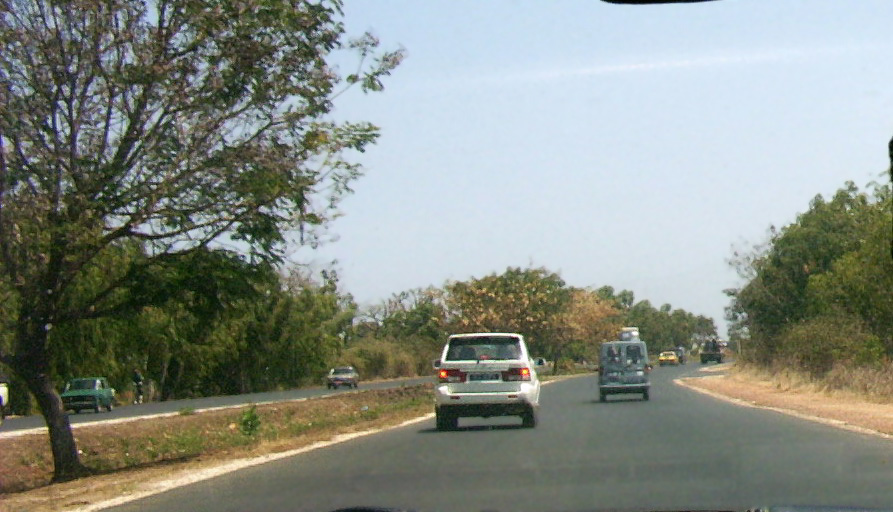
Auf der Strecke

Die Straße, die nach europäischen Maßstäben auch wie eine Autobahn mit zwei getrennten Fahrbahnen, zusätzlich einem begrünten Mittelstreifen, ausgebaut ist, beginnt in Banjul am Kreisverkehr am Arch 22. Von dieser Kreuzung führt noch der Indepencence Drive, die Box Bar Road und der Marina Parade ab. Am Anfang des Banjul-Serekunda Highway liegt die Gambia Senior Secondary School. Einen halben Kilometer nach dem Beginn liegen der muslimische und christliche Friedhof von Banjul. Nach eineinhalb Kilometer geht links die Kankujeri Road ab, die unter ihrem alten Namen Bund Road bekannter ist, und über einen Damm Banjul über einen zweiten Weg im Süden verbindet; bei diesem Abzweig lag auf der rechten Seite der Radiosender Radio Syd.
Nach 2,3 Kilometern liegt auf der linken Seite das Zentralgefängnis Mile 2, das zwei englische Meilen vom Stadtzentrum entfernt liegt. Gegenüber auf der rechten Seite, nach 2,6 Kilometern liegen einige Ölmühlen, die Erdnussöl verarbeiten. Nach 4,5 Kilometern liegt ebenfalls eine Ölmühle, bevor der Banjul-Serekunda Highway nach fünf Kilometern über die Denton Bridge den Oyster Creek überwindet.
Nach 8,3 Kilometern geht am Camaloo Corner nach rechts (Norden) die Old Cape Road ab. Nach neun Kilometern ist das Industriezentrum Kanifing erreicht, das einen Stadtteil von Serekunda darstellt. Hier geht auch die Cape Road (früher Sait Matty Road) ab in Richtung Bakau. Spätestens hier muss die Geschwindigkeit anpasst werden, im mittleren Verlauf werden Geschwindigkeiten von um oder mehr als 100 km/h gefahren.
Nach 11,2 Kilometern ist die Kreuzung Westfield Junction erreicht, hier geht in nordwestlicher Richtung die Kairaba Avenue ab, nach Südwesten die Sayerr Jobe Avenue und im weiteren Verlauf nach Süden der Kombo Sillah Drive.